# Chalcidoidea
Chalcidoidea è una superfamiglia di Imenotteri, che raggruppa un gran numero di insetti parassitoidi e iperparassitoidi. Si stima sia la superfamiglia di insetti più vasta tra tutte: il numero delle specie descritte varia, secondo le fonti, da 19 000 a 25 000. Si stima che il numero reale di specie sia compreso fra 60 000 e 100 000.

## Descrizione

Venature delle ali di un Calcidoide
Smv: vena submarginale o subcostale
Mv: vena marginale
Pmv: vena postmarginale
Stv: vena stigmale o radiale
St: stigma
U: uncus

I Calcidoidei sono insetti di piccole dimensioni, con corpo che raramente supera il centimetro di lunghezza: in genere varia da 0,5 mm a 8 mm, ma vi sono anche specie con il corpo lungo appena 0,2 mm. La pigmentazione mostra spesso colori iridescenti o con riflessi metallici.
Il capo ha antenne genicolate, cioè piegate ad angolo, composte da meno di 16 antennomeri. Il pronoto non raggiunge lateralmente le tegule (fatta eccezione per specie molto piccole).
Le ali sono caratterizzate dall'assenza di pterostigma e dalla venulazione molto ridotta, composta da un solo ramo, da alcuni interpretato come fusione della subcosta con il radio (Sc+R). La nomenclatura adottata è spesso influenzata da questa semplificazione morfologica: il tratto prossimale, detto vena submarginale o vena subcostale, decorre parallelamente al margine anteriore. Nel tratto intermedio, detto vena marginale percorre il margine anteriore, poi si divide, in corrispondenza della zona stigmatica, in due rami: quello anteriore, detto vena postmarginale rappresenta un prolungamento della vena marginale e decorre lungo il margine anteriore; quello posteriore, detto vena radiale o vena stigmale si dirige verso il centro della regione remigante. Le altre venature sono ridotte ad esili tracce. In ragione di questa semplificazione non esiste una suddivisione in cellule vere e proprie: l'ala anteriore è suddivisa in due regioni: una prossimale, compresa fra la vena submarginale e il tratto prossimale del margine anteriore, corrisponde alla cellula costale, quella distale si estende per tutta la regione remigante e viene detta disco. Adottando la nomenclatura di maggiore condivisione, la cellula R1, in altri termini quella compresa fra il ramo del radio e il settore radiale s'interpreterebbe come la cella di forma triangolare, indefinita perché aperta, compresa fra la postmarginale e la stigmale. Come in tutti i Terebranti, anche nei Calcidoidei l'ala anteriore è priva del lobo anale. La semplificazione morfologica dell'ala anteriore si ripete poi in quella posteriore.
L'addome mostra un gastro non compresso e un peziolo che si collega alla parte distale del propodeo. L'ottavo urotergo è visibile. L'ovopositore non raggiunge dimensioni notevoli (come ad esempio avviene negli Ichneumonoidea), tuttavia è in genere ben visibile sotto l'addome.
Lo sviluppo postembrionale passa attraverso 4 o 5 stadi di larva e uno di pupa. La larva di I età è in genere di tipo imenotteriforme, ma possono essere rappresentati anche altri tipi di larve. La larva matura è imenotteriforme. Lo stadio di pupa si svolge in alcuni casi all'interno di un bozzolo di seta, talvolta protetto in parte dagli escrementi della larva, ma nella maggior parte dei Calcidoidei si svolge senza protezione presso le spoglie della vittima.

## Biologia
Nonostante le piccole dimensioni giocano un ruolo significativo nell'ecosistema e la loro importanza non deve essere sottovalutata. La maggior parte delle specie sono infatti parassitoidi di uova o stadi preimmaginali di altri insetti (rincoti, lepidotteri, ditteri, Imenotteri e coleotteri) oppure predatrici oofaghe. Sono frequenti anche casi di iperparassitismo. Alcune specie di Calcidoidei sono invece fitofaghe e le larve crescono all'interno di semi, gambi e galle oppure svolgono un complesso ruolo nell'impollinazione di alcune piante in un rapporto di vera e propria simbiosi. Non mancano casi di relazioni trofiche complesse o atipiche, come il passaggio dalla fitofagìa al parassitoidismo o viceversa o l'autoparassitismo.
Molte specie di questo gruppo sono utilizzate nei programmi di controllo biologico, tuttavia non va trascurato il ruolo delle popolazioni naturali degli ausiliari nel controllo della dinamica di popolazione di molti importanti fitofagi.

## Tassonomia
Trattandosi di un raggruppamento così vasto per numero e distribuzione geografica e sul quale sono stati avanzati pochi studi, la sistematica dei Calcidoidei risulta tutt'oggi in via di sviluppo, cosicché la posizione di molte specie è ambigua e oggetto di nuove proposte sistematiche.

A complicare gli studi si riscontra in alcuni Calcidoidei una propensione all'ibridazione tra specie. In particolare in Aphelinidae e Trichogrammatidae si riscontra la nascita di piccole comunità ibride denominate specie criptiche, irriconoscibili data la fusione degli elementi distintivi delle specie di partenza e spesso anche sessualmente fertili. Alcuni hanno avanzato la creazione di un nuovo taxon per classificare queste "morfo-specie", definite anche come specie fratello, semi-specie, razza, stirpe o biotipo.
La scarsa osservazione di questa superfamiglia ha reso inoltre impossibile delineare delle caratteristiche riconoscitive importanti. D'altronde si osserva che una stessa progenie non conserva costanti le proprie caratteristiche, probabilmente perché la morfologia viene influenzata dall'ospite. Ad esempio sì è riscontrato che lo sviluppo in ospiti dalle dimensioni esigue causa la formazione di ocelli più ravvicinati, ovopositori più corti, ecc. Ancora si aggiunge un relativo dimorfismo stagionale (specialmente in Torymidae e Eulophidae) basato sulle condizioni atmosferiche e sulla temperatura; dimorfismo che può condizionare, ad esempio, una colorazione più scura o più brillante o una variazione della lunghezza alare.
Tutt'oggi sono considerate famiglie appartenenti ai Chalcidoidea le seguenti:
- Agaonidae Walker, 1846
- Aphelinidae Thomson, 1876
- Chalcididae Latreille, 1817
- Encyrtidae Walker, 1837
- Eucharitidae Latreille, 1809
- Eulophidae Westwood, 1829
- Eupelmidae Walker, 1833
- Eurytomidae Walker, 1832
- Leucospidae Fabricius, 1775
- Mymaridae Haliday, 1833
- Ormyridae Förster, 1856
- Perilampidae Latreille, 1809
- Pteromalidae Dalman, 1820
- Rotoitidae Bouček & Noyes, 1987
- Signiphoridae Ashmead, 1880
- Tanaostigmatidae Howard, 1890
- Tetracampidae Förster, 1856
- Torymidae Walker, 1833
- Trichogrammatidae Haliday & Walker, 1851

## Lotta biologica
I Calcidoidei sono tra gli insetti maggiormente utilizzati per il controllo biologico di organismi dannosi. Le specie impiegate rientrano per lo più nelle famiglie degli Aphelinidae e degli Encyrtidae.
Tra gli Aphelinidae il genere Encarsia è tra i parassitoidi maggiormente utilizzati. Molte specie si sono dimostrate utilissime nel controllo biologico di Aleyrodidae (mosche bianche) e Diaspididae (cocciniglie): l'E. perplexa nel controllo dell'Aleurocanthus woglumi nel sud degli USA e nei Caraibi, l'E. smithi nel controllo dell'Aleurocanthus spiniferus e l'E. inaron contro alcuni fitofagi delle querce in California.

L'esempio più conosciuto di specie appartenenti al genere Encarsia è tuttavia E. formosa, forse il parassitoide più utilizzato per il controllo biologico in tutto il Mondo. Ha trovato ampio spazio nel controllo dell'Aleurodide delle serre ed è divenuto largamente reperibile anche in commercio. Altri esempi da ricordare sono l'E. berlesei utilizzato per controllare la Cocciniglia bianca del Pesco e l'E. perniciosi contro la Cocciniglia di San José.

Tra gli Aphelinidae sono stati largamente utilizzati anche esemplari dei generi Eretmocerus e  Aphytis, questi ultimi specialmente per il controllo dei Diaspididae.
Le specie della famiglia Encyrtidae hanno rappresentato egualmente una risorsa molto importante nei programmi di controllo biologico, specialmente nelle regioni dai climi più caldi dove sono in grado di adattarsi meglio rispetto agli Aphelinidae.
Gli interventi di maggior successo si sono ottenuti nella lotta ai danni provocati dalle cocciniglie, tra cui il più recente e fruttuoso esempio è quello dell'Anagyrus lopezi del Sud America per il controllo del Phenacoccus manihoti. Questa cocciniglia fu scoperta per la prima volta in Congo nel 1973 e nella metà degli anni ottanta è arrivata a coprire quasi l'intera Africa subsahariana minacciando di distruggere la principale fonte di carboidrati di oltre ducecentomila persone. L'A. lopezi fu rilasciato in Nigeria tra i primi anni del 1980 e la fine del 1990 arrivando a controllare completamente l'espansione smisurata del P. manihoti. Il costo totale di questo programma, dal 1988, è arrivato a toccare i 15 000 dollari ma le stime compensano la spesa valutando un risparmio di più di 250 000 dollari l'anno per i danni evitati alle piantagioni.
Un altro programma di controllo biologico che ha dato grandi risultati ma meno conosciuto è quello dei primi degli anni ottanta che ha previsto l'utilizzo del Neodusmetia sangwani per il controllo dell'Antonina graminis nel sud degli Stati Uniti. Con una spesa iniziale di non più 0,2 mila dollari si stima d'aver evitato circa duececentomila dollari annui di danni che avrebbero colpito la foraggicoltura e la zootecnica del Texas. L'Antonina graminis è oggi sotto controllo dal Texas e la Florida al sud del Brasile, sin oltre i confini del Nuovo Mondo.
Tra le specie parassitoidi maggiormente utilizzate in Europa è da ricordare il Psyllaephagus pilosus, liberato dal 1993 in Irlanda, Galles e Francia per il controllo della Psilla dell'eucalyptus. Il programma ha dato ottimi risultati tant'è che il P. pilosus è stato di recente introdotto (probabilmente accidentalmente) anche in alcune regioni del Sud America, comprese Perù e Argentina.
Nel controllo dei parassiti vegetali sono stati introdotti alcuni Calcidoidei fitofagi, come lo Pteromalide Trichilogaster acaciaelongifoliae. Questa specie australiana è stata introdotta nel sud dell'Africa nel 1982 per il controllo dell'Acacia longifolia, offrendo anche in questo caso risultati soddisfacenti.
Nonostante l'impiego come parassitoidi cataloghi questa superfamiglia fra gli insetti utili, più di 80 specie sono maggiormente conosciute per la loro azione nociva nei confronti dei prodotti agricoli. La maggior parte di questi esemplari appartiene alla famiglia degli Eurytomidae e dei Torymidae. Tra i primi i generi maggiormente conosciuti sono forse i Bruchophagus, che attaccano spesso semi di diversi leguminose, come l'erba medica (Medicago sativa); e i Systole, fitofagi di varie Apiaceae utilizzate come spezie (come il coriandolo, Coriandrum sativum).